# Tetranitratoborat
Tetranitratoborat là một anion bao gồm bor kết hợp với bốn nhóm nitrat. Anion này có công thức [B(NO3)4]- . Anion này có thể kết hợp với các cation phức tạp tạo thành các muối như tetramethylamoni nitratoborat, hoặc tetraethylammoni tetranitratoborate.
Ion này đã được C. R. Guibert, M. D. Marshall phát hiện lần đầu tiên vào năm 1966 sau những nỗ lực thất bại trong việc tạo ra bo nitrat trung tính (không ion).
Hợp chất liên quan, boron nitrat B(NO3)3, đã chống lại các nỗ lực cố gắng nhằm tạo ra hợp chất này, và khi tồn tại, nó không ổn định trên −78 °C. 
Các ion liên quan khác là tetraperchloratoborat ổn định hơn một chút, trong ion này nhóm perchlorat thay thế nhóm nitrat của tetranitratoborat. Và tetranitratoaluminat với nguyên tử nhôm thay thế nguyên tử bor ([Al(NO3)4]-).

## Điều chế
Tetrametylamoni chloride phản ứng với BCl3 tạo ra (CH3)4NBCl 4. Sau đó, tetrachloroborat được cho phản ứng với N2O4 ở khoảng −20 ° C để tạo thành tetrametylamoni nitratoborat, và các khí khác như NO<sub id="mwLA">2</sub>Cl và Cl2 .
Một cách khác để tạo ra muối tetranitratoborat là lắc muối nitrat kim loại với BCl3 trong cloroform ở 20 ° C trong vài ngày. Cloronitratoborat [Cl 3 BNO 3 ] - là chất trung gian không bền.
MNO3 + BCl3 → M[Cl3BNO3]
4M[Cl3BNO3] → 3M[BCl4] + MB(NO3)4]
M: Kim loại

## Tính chất
Phổ hồng ngoại của tetramethylammoni nitratoborate bao gồm một vạch nổi bật ở 1,612 cm−1 với vai ở 1582 và 1,626 cm−1 được quy cho v4. Cũng nổi bật là 1,297 và 1,311 cm−1 được quy cho v1, với những dao động này do nitrat liên kết qua một oxy.
Mật độ của tetramethylammoni nitratoborate là 1,555. Nó không màu và kết tinh. Khi tetrametylamoni nitratoborat được đun nóng, nó có một số loại chuyển đổi giữa 51 và 62 ° C. Nó phân hủy trên 75 ° C sinh ra khí. Trên 112 ° C nó tỏa nhiệt và còn lại một chất rắn nếu nó được nung nóng đến 160 ° C. 
Tetramethylammoni nitratoborat không tan trong nước lạnh nhưng ít tan trong nước nóng. Nó không phản ứng với nước. Nó cũng hòa tan trong amoniac lỏng, axetonitril, metanol và đimetylformamit. Nó phản ứng với lưu huỳnh đioxit lỏng.
Ở nhiệt độ phòng, tetramethylammoni nitratoborate ổn định trong nhiều tháng. Nó không nổ khi va chạm. 
Các muối tetranitratoborat của kim loại kiềm không bền ở nhiệt độ phòng và bị phân hủy.
1-Ethyl-3-methyl-imidazolimi tetranitratoborat được phát hiện vào năm 2002. Nó là một chất lỏng ion hóa rắn ở −25 ° C.